# Iris insolita
Iris insolita är en bönsyrseart som beskrevs av Mistshenko 1956. Iris insolita ingår i släktet Iris och familjen Tarachodidae. Inga underarter finns listade i Catalogue of Life.